# Günter B. Fettweis
Günter Bernhard Leo Fettweis (* 17. November 1924 in Düsseldorf; † 31. Oktober 2018 in Leoben) war ein deutsch-österreichischer Bergbauingenieur und Hochschullehrer. Er war von 1959 bis 1993 Universitätsprofessor auf dem Lehrstuhl für Bergbaukunde, Bergtechnik und Bergwirtschaft der Montanuniversität Leoben und von 1968 bis 1970 Rektor dieser Hochschule.

## Leben
Fettweis war ein Sohn des Mathematik-Professors Ewald Fettweis und dessen Ehefrau Aninhas Fettweis geb. Leuschner Fernandes. 1943 legte er die Reifeprüfung in Düsseldorf ab. Zwischen 1946 und 1950 studierte er an der Albert-Ludwigs-Universität Freiburg und an der Technischen Hochschule Aachen (RWTH), wo er mit dem akademischen Grad eines Dipl.-Ing. des Bergfachs abschloss. Von 1950 bis 1952 war er wissenschaftlicher Assistent am Institut für Bergbaukunde der RWTH bei Carl Hellmut Fritzsche und von 1953 bis 1955 Referendar bei der Bergbehörde des Landes Nordrhein-Westfalen. Von 1955 bis 1959 war er im Steinkohlen-Verbundbergwerk Osterfeld-Sterkrade-Hugo Haniel in Oberhausen, zuletzt als Betriebsdirektor, tätig. Von 1959 bis 1993 war er Ordinarius und Vorstand des Instituts für Bergbaukunde, Bergtechnik und Bergwirtschaft der Montanuniversität Leoben. Von 1960 bis 1993 wirkte er als Vizepräsident sowie Vorsitzender des Vorstandsausschusses (Exekutivausschusses) des technisch-wissenschaftlichen Vereins Bergmännischer Verband Österreichs. Von 1968 bis 1970 war Fettweis Rektor der Montanuniversität Leoben. Er war von 1973 bis 1977 und von 1987 bis 1989 Präsident sowie Vorsitzender des Vorstandsausschusses (Exekutivausschusses) des technisch-wissenschaftlichen Vereins Bergmännischer Verband Österreichs. Zwischen 1976 und 2001 war er Vizepräsident des Internationalen Organisationskomitees für die Weltbergbaukongress und von 1987 bis 1995 Mitglied des Aufsichtsrats des ÖIAG Bergbauholding AG (ÖBAG) in Wien. 1993 wurde er emeritiert.
Er heiratete 1949 Alice Yvonne geb. Fettweis (* 16. Mai 1924 in Karlsruhe; † 29. Mai 2021 in Leoben). Sie wurden Eltern von vier Kindern.

## Werke
Fettweis verfasste 336 wissenschaftliche Publikationen (exklusive Rezensionen und sonstige Publikationen). Darunter befinden sich 15 Bücher (als Autor, Mitautor oder Herausgeber) auf den Gebieten der Geo-Bergbaubedingungen (Bergbauliche Gebirgs- und Lagerstättenlehre), der Bergtechnik (insbesondere Abbautechnik), der Bergwirtschaft (insbesondere des Kohlenbergbaus und der Beurteilung sowie Klassifikation von Lagerstättenvorräten mineralischer Rohstoffe), der Systematik, Entwicklung und Bedeutung der Montanwissenschaften, und des Montanwesens sowie der Hochschulreform und der Bergbaugeschichte.
Weiterhin erstellte er 79 Gutachten für den Bergbau sowie die Bergbehörde in Österreich. International war er als Gutachter unter anderem für die Vereinten Nationen (in New York und Genf), den Weltenergierat (in London), die Internationale Energieagentur (in Paris und London), das Internationale Institut für Angewandte Systemanalyse (in Wien und Laxenburg) und den bundesdeutschen Steinkohlenbergbau tätig.

## Mitgliedschaften
- 1977: Korrespondierendes Mitglied der Österreichischen Akademie der Wissenschaften
- 1983: Wirkliches Mitglied der Österreichischen Akademie der Wissenschaften
- 1990: Ehrenmitglied der Ungarischen Akademie der Wissenschaften
- 1991: Auswärtiges Mitglied der Polnischen Akademie der Wissenschaften
- 1991: Mitglied der Europäischen Akademie der Wissenschaft und Künste in Salzburg
- 1996: Korrespondierendes Mitglied der Academie Européenne des Sciences, des Arts et des Lettres in Paris
- 1997: Auswärtiges Mitglied der Russischen Akademie der Naturwissenschaften
- 1998: Auswärtiges Mitglied der Russischen Akademie der Bergbauwissenschaften

## Ehrendoktorate
- 1980: Technische Hochschule Aachen
- 1987: Universität Miskolc (Ungarn)
- 1996: Universität Petrosani (Rumänien)
- 1999: Staatsuniversität für Bergbau (Moskau)
- 2003: Technische Universität Kosice (Slowakei)

## Weitere Auszeichnungen
- 1975: Großes Silbernes Ehrenzeichen für Verdienste um die Republik Österreich[4]
- 1976: Österreichischer Staatspreis für Energieforschung
- 1982: Boleslaw Krupinski Medaille des Bergbaurates der VR Polen
- 1984: Österreichisches Ehrenkreuz für Wissenschaft und Kunst I. Klasse
- 1987: Albert Miller von Hauenfels Medaille und Ehrenmitgliedschaft des Bergmännischen Verbandes Österreichs
- 1988: Großes Goldenes Ehrenzeichen des Landes Steiermark
- 1992: Großes Verdienstkreuz des Verdienstordens der Bundesrepublik Deutschland
- 1994: Ritterkreuz des Papst-Silvesterordens
- 1995: Ehrenmitglied des Internationalen Büros für Gebirgsmechanik
- 1998: Georg-Agricola-Denkmünze und Ehrenmitgliedschaft der GDMB Gesellschaft für Bergbau, Metallurgie, Rohstoff- und Umwelttechnik (vormals Gesellschaft Deutscher Metallhütten- und Bergleute)
- 1999: Ehrenmitglied des Lions Club Homburg (1999)
- 2000: Ehrenmitglied des Internationalen Organisationskomitees für die Weltbergbaukongresse
- 2001: Ehrenmitglied des Montanhistorischen Vereins für Österreich
- 2001: Großer Josef-Krainer-Preis 2001 für Wissenschaft des Josef-Kramet-Steirisches-Gedenkwerk bei der Steiermärkischen Landesregierung[5]
- 2002: Ehrenzeichen der Stadt Leoben in Gold